# Mieczysław Pruszyński
Mieczysław Pruszyński (ur. 18 września 1910 w Wolicy, zm. 13 kwietnia 2005 w Warszawie) – major nawigator Polskich Sił Powietrznych na Zachodzie, pisarz i publicysta, mecenas polskiej kultury, brat Ksawerego Pruszyńskiego.

## Życiorys
W trakcie studiów na Uniwersytecie Jagiellońskim aktywny działacz Myśli Mocarstwowej, od 1933 roku ogólnopolski prezes tej organizacji. Publicysta „Czasu”, „Buntu Młodych” oraz po zmianie tytułu pisma – „Polityki”. W 1938 doktoryzował się na Uniwersytecie Jagiellońskim. Na stopień podporucznika został mianowany ze starszeństwem z 1 stycznia 1937 i 891. lokatą w korpusie oficerów rezerwy piechoty.
Podczas II wojny światowej w kampanii wrześniowej walczył m.in. pod Kockiem, później w bitwie o Narwik i o Tobruk, był nawigatorem w 305 dywizjonie bombowym Ziemi Wielkopolskiej im. Marszałka Józefa Piłsudskiego i uczestnikiem czterdziestu siedmiu lotów bojowych nad Trzecią Rzeszą. Odznaczony Krzyżem Virtuti Militari oraz czterokrotnie Krzyżem Walecznych. Po wojnie zajął się doradztwem ekonomicznym i finansowym.
W 1980 r. ustanowił nagrodę publicystyczną im. Adolfa Bocheńskiego, a w roku 1988 – Wieczystą Fundację im. Ksawerego i Mieczysława Pruszyńskich. Przez wiele lat był fundatorem nagrody polskiego PEN Clubu im. Ksawerego Pruszyńskiego. Był także pomysłodawcą i sponsorem Własnych Funduszy Stypendialnych w Uniwersytecie Jagiellońskim (Fundusz im. St. Estreichera, Fundusz im. A. Krzyżanowskiego) – największej niepublicznej akcji stypendialnej w III RP. Przeprowadził wiele rozmów na tematy historyczne z politykami II RP. Został pochowany na Starych Powązkach (kwatera A-4-16/17).

## Wybrane publikacje książkowe
- Tajemnica Piłsudskiego,
- Od Kocka do Źródła Gazeli,
- W Moskicie nad III Rzeszą, Wydawnictwo Ministerstwa Obrony Narodowej, Warszawa 1984, ISBN 83-11-07028-8.
- Mojżesz i Ksawery, Warszawa, Wydawnictwo Książkowe Twój Styl, 1999, ISBN 83-7163-154-5.
- Migawki Wspomnień, Warszawa, Wydawnictwo „Rosner i wspólnicy”, 2002, ISBN 83-89217-02-3.
- Dramat Piłsudskiego. Wojna 1920, Warszawa, Polska Oficyna Wydawnicza „BGW”, 1995, ISBN 83-7066-560-8.